# Bundestagswahlkreis Stuttgart I
Der Bundestagswahlkreis Stuttgart I (Wahlkreis 258) ist ein Wahlkreis in Baden-Württemberg.

## Wahlkreis
Der Wahlkreis umfasst die Stadtbezirke Birkach, Degerloch, Hedelfingen, Möhringen, Plieningen, Sillenbuch, Stuttgart-Mitte, Stuttgart-Nord, Stuttgart-Süd, Stuttgart-West und Stuttgart-Vaihingen der Landeshauptstadt Stuttgart. Bei der Bundestagswahl im September 2021 waren 191.811 Einwohner wahlberechtigt, vom Stimmrecht machten 157.514 Gebrauch, dies entsprach 82,1 Prozent.

## Wahlkreisgeschichte
| Wahl      | Wahlkreisname     | Gebiet |
| --------- | ----------------- | --- |
| 1949      | 1 Stuttgart I     | Stadtteile Stuttgart-West, Stuttgart-Mitte, Stuttgart-Süd, Weilimdorf, Feuerbach, Botnang, Vaihingen, Möhringen, Degerloch, Birkach, Hohenheim und Plieningen |
| 1953–1961 | 163 Stuttgart I   | Stadtteile Stuttgart-West, Stuttgart-Mitte, Stuttgart-Süd, Weilimdorf, Feuerbach, Botnang, Vaihingen, Möhringen, Degerloch, Birkach, Hohenheim und Plieningen |
| 1965–1976 | 164 Stuttgart I   | Stadtteile Bad Cannstatt, Stammheim, Zuffenhausen, Mühlhausen, Münster, Feuerbach, Weilimdorf, Botnang                                                        |
| 1980–1998 | 162 Stuttgart-Süd | Stadtbezirke Stuttgart-West, Stuttgart-Mitte, Stuttgart-Süd, Stuttgart-Nord, Birkach, Degerloch, Hedelfingen, Möhringen, Plieningen, Sillenbuch und Vaihingen |
| 2002–2005 | 259 Stuttgart I   | Stadtbezirke Stuttgart-West, Stuttgart-Mitte, Stuttgart-Süd, Stuttgart-Nord, Birkach, Degerloch, Hedelfingen, Möhringen, Plieningen, Sillenbuch und Vaihingen |
| seit 2009 | 258 Stuttgart I   | Stadtbezirke Stuttgart-West, Stuttgart-Mitte, Stuttgart-Süd, Stuttgart-Nord, Birkach, Degerloch, Hedelfingen, Möhringen, Plieningen, Sillenbuch und Vaihingen |

## Wahlkreisabgeordnete
| Wahl | Abgeordneter | Abgeordneter                | Partei | Stimmen in % |
| ---- | ------------ | --------------------------- | ------ | ------------ |
| 1949 |              | Clara Döhring               | SPD    |              |
| 1953 |              | Artur Jahn                  | CDU    |              |
| 1957 |              | Artur Jahn                  | CDU    |              |
| 1961 |              | Clara Döhring               | SPD    |              |
| 1965 |              | Erwin Schoettle             | SPD    |              |
| 1969 |              | Erwin Schoettle             | SPD    |              |
| 1972 |              | Peter Conradi               | SPD    |              |
| 1976 |              | Peter Conradi               | SPD    |              |
| 1980 |              | Roland Sauer                | CDU    |              |
| 1983 |              | Roland Sauer                | CDU    |              |
| 1987 |              | Roland Sauer                | CDU    |              |
| 1990 |              | Roland Sauer                | CDU    |              |
| 1994 | 42,7         | Roland Sauer                | CDU    |              |
| 1998 |              | Hans Jochen Henke           | CDU    | 37,7         |
| 2002 |              | Ernst Ulrich von Weizsäcker | SPD    | 37,3         |
| 2005 |              | Johann-Henrich Krummacher   | CDU    | 39,2         |
| 2009 |              | Stefan Kaufmann             | CDU    | 34,4         |
| 2013 | 42,0         | Stefan Kaufmann             | CDU    |              |
| 2017 | 32,0         | Stefan Kaufmann             | CDU    |              |
| 2021 |              | Cem Özdemir                 | GRÜNE  | 39,9         |
| 2025 |              | Simone Fischer              | GRÜNE  | 28,3         |

## Wahlergebnisse

### Bundestagswahl 2025
Der zuvor direkt gewählte Wahlkreisabgeordnete Cem Özdemir (Grüne) verzichtete auf eine erneute Kandidatur, um in der Landespolitik als Ministerpräsident zu kandidieren. Auch die 2021 für AfD und Linke gewählten Bundestagsabgeordneten traten nicht erneut an.
Simone Fischer (Grüne) gewann mit 28,3 % und nur 5 Stimmen Vorsprung den Wahlkreis und ein Direktmandat. Zudem zog der Linken-Stadtrat Luigi Pantisano über den Landeslistenplatz 2 in den Bundestag ein. Da im Bundestagswahlkreis Stuttgart II aufgrund mangelnder Zweitstimmendeckung kein Direktmandat vergeben wurde, sind das die einzigen beiden Abgeordneten der Landeshauptstadt. Eine erneute Auszählung wurde nicht vorgenommen; stattdessen wurden ungültig eingestufte Stimmen erneut überprüft. Im Falle eines Erststimmenvorteils, wäre für die Kandidatin der CDU mangels Zweitstimmendeckung ebenso wenig ein Direktmandat vergeben worden wie ein Listenmandat.
Lucia Schanbacher war ab dem 1. Januar 2025 als Nachrückerin kurzzeitig im Bundestag, ihr reichte SPD-Landeslistenplatz 15 nicht für einen erneuten Einzug in den Bundestag. FDP-Spitzenkandidatin Judith Skudelny verpasste mit ihrer gesamten Partei den Wiedereinzug.
| Kandidaten                                             | Kandidaten                  | Parteien/Listen     | Erststimmen | Erststimmen | Zweitstimmen | Zweitstimmen |
| Kandidaten                                             | Kandidaten                  | Parteien/Listen     | Stimmen     | %           | Stimmen      | %            |
| ------------------------------------------------------ | --------------------------- | ------------------- | ----------- | ----------- | ------------ | ------------ |
|                                                        | Elisabeth Schick-Ebert      | CDU                 | 45.662      | 28,3        | 42.314       | 26,2         |
|                                                        | Lucia Schanbacher           | SPD                 | 25.231      | 15,7        | 24.129       | 14,9         |
|                                                        | Simone Fischergewählt im WK | GRÜNE               | 45.667      | 28,3        | 40.878       | 25,3         |
|                                                        | Judith Skudelny             | FDP                 | 9.327       | 5,8         | 11.759       | 7,3          |
|                                                        | Steffen Degler              | AfD                 | 13.843      | 8,6         | 14.421       | 8,9          |
|                                                        | Luigi Pantisano             | Die Linke           | 14.203      | 8,8         | 17.530       | 10,8         |
|                                                        | –                           | dieBasis            | –           | –           | 307          | 0,2          |
|                                                        | Julian Korbel               | Freie Wähler        | 1.981       | 1,2         | 878          | 0,5          |
|                                                        | –                           | Tierschutzpartei    | –           | –           | 828          | 0,5          |
|                                                        | Jasper Pannen               | Die PARTEI          | 1.572       | 1,0         | 687          | 0,4          |
|                                                        | Juliane Unbereit            | Volt                | 3.426       | 2,1         | 2.058        | 1,3          |
|                                                        | –                           | ÖDP                 | –           | –           | 260          | 0,2          |
|                                                        | –                           | Bündnis C           | –           | –           | 133          | 0,1          |
|                                                        | Elfriede Schuler            | MLPD                | 283         | 0,2         | 94           | 0,1          |
|                                                        | –                           | Bündnis Deutschland | –           | –           | 111          | 0,1          |
|                                                        | –                           | BSW                 | –           | –           | 5.306        | 3,3          |
| Gesamt                                                 | Gesamt                      | Gesamt              | 161.195     | 100         | 161.693      | 100          |
|                                                        |                             |                     |             |             |              |              |
| Ungültige Stimmen                                      | Ungültige Stimmen           | Ungültige Stimmen   | 910         | 0,6         | 412          | 0,3          |
| Wähler                                                 | Wähler                      | Wähler              | 162.105     | 85,8        | 162.105      | 85,8         |
| Wahlberechtigte                                        | Wahlberechtigte             | Wahlberechtigte     | 188.918     |             | 188.918      |              |
|                                                        |                             |                     |             |             |              |              |
| Quellen: Die Bundeswahlleiterin, Kandidaten – Ergebnis |                             |                     |             |             |              |              |

Kursive Direktkandidaten kandidieren nicht für die Landesliste, kursive Parteien treten ohne Landesliste an.

### Bundestagswahl 2021
Cem Özdemir gewann das Direktmandat, damit verlor Stefan Kaufmann seinen Sitz im Bundestag denn Landeslistenplatz 7 war bei der CDU aufgrund der hohen Zahl der Direktmandate nicht ausreichend. Dagegen zogen die Kandidaten von AfD, FDP und Linke über ihre Parteilisten in den Bundestag ein. Lucia Schanbacher (SPD) gelang dies zunächst nicht, war jedoch als Nachrückerin von Januar bis März 2025 Mitglied des Deutschen Bundestages.
| Kandidaten                                            | Kandidaten               | Parteien/Listen      | Erststimmen | Erststimmen | Zweitstimmen | Zweitstimmen |
| Kandidaten                                            | Kandidaten               | Parteien/Listen      | Stimmen     | %           | Stimmen      | %            |
| ----------------------------------------------------- | ------------------------ | -------------------- | ----------- | ----------- | ------------ | ------------ |
|                                                       | Stefan Kaufmann          | CDU                  | 36.605      | 23,4        | 31.536       | 20,1         |
|                                                       | Lucia Schanbacher        | SPD                  | 20.012      | 12,8        | 31.003       | 19,8         |
|                                                       | Cem Özdemirgewählt im WK | GRÜNE                | 62.594      | 39,9        | 44.559       | 28,4         |
|                                                       | Judith Skudelny          | FDP                  | 16.504      | 10,5        | 26.036       | 16,6         |
|                                                       | Dirk Spaniel             | AfD                  | 6.295       | 4,0         | 6.591        | 4,2          |
|                                                       | Bernd Riexinger          | DIE LINKE            | 6.447       | 4,1         | 8.127        | 5,2          |
|                                                       | Marcel Krohn             | Tierschutzpartei     | 1.528       | 1,0         | 1.271        | 0,8          |
|                                                       | Xenia Lehmann            | Die PARTEI           | 1.684       | 1,1         | 1.315        | 0,8          |
|                                                       | Klaus Wirthwein          | FREIE WÄHLER         | 1.281       | 0,8         | 1.088        | 0,7          |
|                                                       | –                        | PIRATEN              | –           | –           | 594          | 0,4          |
|                                                       | –                        | ÖDP                  | –           | –           | 344          | 0,2          |
|                                                       | –                        | NPD                  | –           | –           | 32           | 0,0          |
|                                                       | Peter Jakobeit           | DiB                  | 213         | 0,1         | 158          | 0,1          |
|                                                       | Julia Scheller           | MLPD                 | 125         | 0,1         | 88           | 0,1          |
|                                                       | –                        | DKP                  | –           | –           | 46           | 0,0          |
|                                                       | Nathalie Nikola          | dieBasis             | 1.985       | 1,3         | 1.821        | 1,2          |
|                                                       | –                        | Bündnis C            | –           | –           | 169          | 0,1          |
|                                                       | Ralph Schertlen          | BÜRGERBEWEGUNG       | 216         | 0,1         | 127          | 0,1          |
|                                                       | –                        | BÜNDNIS21            | –           | –           | 22           | 0,0          |
|                                                       | –                        | LKR                  | –           | –           | 19           | 0,0          |
|                                                       | Berthold Stegemann       | Die Humanisten       | 256         | 0,2         | 207          | 0,1          |
|                                                       | –                        | Gesundheitsforschung | –           | –           | 69           | 0,0          |
|                                                       | –                        | Team Todenhöfer      | –           | –           | 706          | 0,5          |
|                                                       | Julia Böcklen            | Volt                 | 877         | 0,6         | 910          | 0,6          |
|                                                       | Marc Schuller            | BüSo                 | 34          | 0,0         | –            | –            |
|                                                       | Werner Ressdorf          | Einzelbewerber a     | 26          | 0,0         | –            | –            |
| Gesamt                                                | Gesamt                   | Gesamt               | 156.682     | 100         | 156.838      | 100          |
|                                                       |                          |                      |             |             |              |              |
| Ungültige Stimmen                                     | Ungültige Stimmen        | Ungültige Stimmen    | 832         | 0,5         | 676          | 0,4          |
| Wähler                                                | Wähler                   | Wähler               | 157.514     | 82,1        | 157.514      | 82,1         |
| Wahlberechtigte                                       | Wahlberechtigte          | Wahlberechtigte      | 191.811     |             | 191.811      |              |
|                                                       |                          |                      |             |             |              |              |
| Quellen: Die Bundeswahlleiterin, Kandidaten – Stimmen |                          |                      |             |             |              |              |

### Bundestagswahl 2017
| Kandidaten                                            | Kandidaten                   | Parteien/Listen   | Erststimmen | Erststimmen | Zweitstimmen | Zweitstimmen |
| Kandidaten                                            | Kandidaten                   | Parteien/Listen   | Stimmen     | %           | Stimmen      | %            |
| ----------------------------------------------------- | ---------------------------- | ----------------- | ----------- | ----------- | ------------ | ------------ |
|                                                       | Stefan Kaufmanngewählt im WK | CDU               | 51.118      | 32,0        | 46.243       | 28,9         |
|                                                       | Ute Vogt                     | SPD               | 20.512      | 12,8        | 23.350       | 14,6         |
|                                                       | Cem Özdemir                  | GRÜNE             | 47.430      | 29,7        | 31.283       | 19,6         |
|                                                       | Judith Skudelny              | FDP               | 13.399      | 8,4         | 26.203       | 16,4         |
|                                                       | Dirk Spaniel                 | AfD               | 10.646      | 6,7         | 11.455       | 7,2          |
|                                                       | Johanna Tiarks               | DIE LINKE         | 10.409      | 6,5         | 14.830       | 9,3          |
|                                                       | Michael Knödler              | PIRATEN           | 1.438       | 0,9         | 1.006        | 0,6          |
|                                                       | –                            | NPD               | –           | –           | 114          | 0,1          |
|                                                       | Matthias Ebner               | Tierschutzpartei  | 1.576       | 1,0         | 1.063        | 0,7          |
|                                                       | –                            | FREIE WÄHLER      | –           | –           | 480          | 0,3          |
|                                                       | Dieter Baur                  | ÖDP               | 721         | 0,5         | 498          | 0,3          |
|                                                       | Harald Andre                 | MLPD              | 215         | 0,1         | 144          | 0,1          |
|                                                       | –                            | Tierschutzallianz | –           | –           | 203          | 0,1          |
|                                                       | –                            | BGE               | –           | –           | 404          | 0,3          |
|                                                       | –                            | DiB               | –           | –           | 432          | 0,3          |
|                                                       | –                            | DKP               | –           | –           | 53           | 0,0          |
|                                                       | –                            | DM                | –           | –           | 250          | 0,2          |
|                                                       | –                            | DIE RECHTE        | –           | –           | 14           | 0,0          |
|                                                       | –                            | MENSCHLICHE WELT  | –           | –           | 136          | 0,1          |
|                                                       | Julian Heinkele              | Die PARTEI        | 1.755       | 1,1         | 1.602        | 1,0          |
|                                                       | –                            | V-Partei³         | –           | –           | 222          | 0,1          |
|                                                       | Hubertus Mohs                | BüSo              | 86          | 0,1         | –            | –            |
|                                                       | Steffen Schuldis             | Einzelbewerber    | 327         | 0,2         | –            | –            |
|                                                       | Werner Ressdorf              | Einzelbewerber    | 45          | 0,0         | –            | –            |
| Gesamt                                                | Gesamt                       | Gesamt            | 159.677     | 100         | 159.985      | 100          |
|                                                       |                              |                   |             |             |              |              |
| Ungültige Stimmen                                     | Ungültige Stimmen            | Ungültige Stimmen | 1.157       | 0,7         | 849          | 0,5          |
| Wähler                                                | Wähler                       | Wähler            | 160.834     | 82,7        | 160.834      | 82,7         |
| Wahlberechtigte                                       | Wahlberechtigte              | Wahlberechtigte   | 194.368     |             | 194.368      |              |
|                                                       |                              |                   |             |             |              |              |
| Quellen: Die Bundeswahlleiterin, Kandidaten – Stimmen |                              |                   |             |             |              |              |

### Bundestagswahl 2013
| Kandidaten                                            | Kandidaten                   | Parteien/Listen     | Erststimmen | Erststimmen | Zweitstimmen | Zweitstimmen |
| Kandidaten                                            | Kandidaten                   | Parteien/Listen     | Stimmen     | %           | Stimmen      | %            |
| ----------------------------------------------------- | ---------------------------- | ------------------- | ----------- | ----------- | ------------ | ------------ |
|                                                       | Stefan Kaufmanngewählt im WK | CDU                 | 63.465      | 42,0        | 56.794       | 37,5         |
|                                                       | Ute Vogt                     | SPD                 | 25.050      | 16,6        | 31.766       | 21,0         |
|                                                       | Judith Skudelny              | FDP                 | 3.894       | 2,6         | 12.548       | 8,3          |
|                                                       | Cem Özdemir                  | GRÜNE               | 41.522      | 27,5        | 26.534       | 17,5         |
|                                                       | Christina Frank              | DIE LINKE           | 5.824       | 3,9         | 9.432        | 6,2          |
|                                                       | Christian Thomae             | PIRATEN             | 3.315       | 2,2         | 4.338        | 2,9          |
|                                                       | Ronnie Hellriegel            | NPD                 | 673         | 0,4         | 506          | 0,3          |
|                                                       | –                            | REP                 | –           | –           | 224          | 0,1          |
|                                                       | –                            | Tierschutzpartei    | –           | –           | 860          | 0,6          |
|                                                       | Dieter Baur                  | ÖDP                 | 697         | 0,5         | 528          | 0,3          |
|                                                       | –                            | PBC                 | –           | –           | 170          | 0,1          |
|                                                       | –                            | Volksabstimmung     | –           | –           | 141          | 0,1          |
|                                                       | –                            | MLPD                | –           | –           | 103          | 0,1          |
|                                                       | Hubertus Mohs                | BüSo                | 161         | 0,1         | 79           | 0,1          |
|                                                       | Ronald Geiger                | AfD                 | 4.151       | 2,7         | 6.281        | 4,1          |
|                                                       | –                            | BIG                 | –           | –           | 136          | 0,1          |
|                                                       | –                            | pro Deutschland     | –           | –           | 66           | 0,0          |
|                                                       | Gerhard Hammitzsch           | FREIE WÄHLER        | 864         | 0,6         | 645          | 0,4          |
|                                                       | –                            | PARTEI DER VERNUNFT | –           | –           | 91           | 0,1          |
|                                                       | –                            | RENTNER             | –           | –           | 258          | 0,2          |
|                                                       | Hans-Jürgen Gäbel            | Einzelbewerber a    | 84          | 0,1         | –            | –            |
|                                                       | Frank Schweizer              | Einzelbewerber b    | 1.472       | 1,0         | –            | –            |
|                                                       | Werner Ressdorf              | Einzelbewerber c    | 76          | 0,1         | –            | –            |
| Gesamt                                                | Gesamt                       | Gesamt              | 151.248     | 100         | 151.500      | 100          |
|                                                       |                              |                     |             |             |              |              |
| Ungültige Stimmen                                     | Ungültige Stimmen            | Ungültige Stimmen   | 1.298       | 0,9         | 1.046        | 0,7          |
| Wähler                                                | Wähler                       | Wähler              | 152.546     | 79,8        | 152.546      | 79,8         |
| Wahlberechtigte                                       | Wahlberechtigte              | Wahlberechtigte     | 191.191     |             | 191.191      |              |
|                                                       |                              |                     |             |             |              |              |
| Quellen: Die Bundeswahlleiterin, Kandidaten – Stimmen |                              |                     |             |             |              |              |

### Bundestagswahl 2009
| Kandidaten                                          | Kandidaten                   | Parteien/Listen      | Erststimmen | Erststimmen | Zweitstimmen | Zweitstimmen |
| Kandidaten                                          | Kandidaten                   | Parteien/Listen      | Stimmen     | %           | Stimmen      | %            |
| --------------------------------------------------- | ---------------------------- | -------------------- | ----------- | ----------- | ------------ | ------------ |
|                                                     | Stefan Kaufmanngewählt im WK | CDU                  | 48.518      | 34,4        | 39.482       | 27,9         |
|                                                     | Ute Vogt                     | SPD                  | 25.364      | 18,0        | 26.656       | 18,9         |
|                                                     | Michael Conz                 | FDP                  | 14.514      | 10,3        | 27.557       | 19,5         |
|                                                     | Cem Özdemir                  | GRÜNE                | 42.116      | 29,9        | 31.076       | 22,0         |
|                                                     | Marta Aparicio de Eckelmann  | DIE LINKE            | 6.601       | 4,7         | 9.439        | 6,7          |
|                                                     | Ronnie Hellriegel            | NPD                  | 1.068       | 0,8         | 691          | 0,5          |
|                                                     | –                            | REP                  | –           | –           | 758          | 0,5          |
|                                                     | –                            | PBC                  | –           | –           | 250          | 0,2          |
|                                                     | –                            | MLPD                 | –           | –           | 144          | 0,1          |
|                                                     | Hubertus Mohs                | BüSo                 | 446         | 0,3         | 150          | 0,1          |
|                                                     | –                            | Volksabstimmung      | –           | –           | 143          | 0,1          |
|                                                     | –                            | ADM                  | –           | –           | 30           | 0,0          |
|                                                     | –                            | DVU                  | –           | –           | 60           | 0,0          |
|                                                     | –                            | DIE VIOLETTEN        | –           | –           | 361          | 0,3          |
|                                                     | –                            | Die Tierschutzpartei | –           | –           | 667          | 0,5          |
|                                                     | –                            | ödp                  | –           | –           | 494          | 0,3          |
|                                                     | Stefan Urbat                 | PIRATEN              | 2.350       | 1,7         | 3.426        | 2,4          |
| Gesamt                                              | Gesamt                       | Gesamt               | 140.977     | 100         | 141.384      | 100          |
|                                                     |                              |                      |             |             |              |              |
| Ungültige Stimmen                                   | Ungültige Stimmen            | Ungültige Stimmen    | 1.527       | 1,1         | 1.120        | 0,8          |
| Wähler                                              | Wähler                       | Wähler               | 142.504     | 77,3        | 142.504      | 77,3         |
| Wahlberechtigte                                     | Wahlberechtigte              | Wahlberechtigte      | 184.454     |             | 184.454      |              |
|                                                     |                              |                      |             |             |              |              |
| Quellen: Der Bundeswahlleiter, Kandidaten – Stimmen |                              |                      |             |             |              |              |

### Bundestagswahl 2005
| Kandidaten                                          | Kandidaten                             | Parteien/Listen   | Erststimmen | Erststimmen | Zweitstimmen | Zweitstimmen |
| Kandidaten                                          | Kandidaten                             | Parteien/Listen   | Stimmen     | %           | Stimmen      | %            |
| --------------------------------------------------- | -------------------------------------- | ----------------- | ----------- | ----------- | ------------ | ------------ |
|                                                     | Johann-Henrich Krummachergewählt im WK | CDU               | 56.243      | 39,2        | 46.703       | 32,5         |
|                                                     | Martin Körner                          | SPD               | 55.393      | 38,6        | 43.391       | 30,2         |
|                                                     | Peter-Stefan Siller                    | GRÜNE             | 14.870      | 10,4        | 24.805       | 17,2         |
|                                                     | Ulrich Scholtz                         | FDP               | 9.599       | 6,7         | 19.697       | 13,7         |
|                                                     | –                                      | REP               | –           | –           | 852          | 0,6          |
|                                                     | Manfred Hammel                         | Die Linke.        | 4.255       | 3,0         | 5.607        | 3,9          |
|                                                     | Walter Weiblen                         | PBC               | 583         | 0,4         | 433          | 0,3          |
|                                                     | Ronnie Hellriegel                      | NPD               | 987         | 0,7         | 684          | 0,5          |
|                                                     | Uwe Held                               | GRAUE             | 1.099       | 0,8         | 880          | 0,6          |
|                                                     | Hubertus Mohs                          | BüSo              | 279         | 0,2         | 165          | 0,1          |
|                                                     | –                                      | FAMILIE           | –           | –           | 443          | 0,3          |
|                                                     | –                                      | MLPD              | –           | –           | 171          | 0,1          |
|                                                     | Karl Ritter                            | Einzelbewerber    | 344         | 0,2         | –            | –            |
| Gesamt                                              | Gesamt                                 | Gesamt            | 143.652     | 100         | 143.831      | 100          |
|                                                     |                                        |                   |             |             |              |              |
| Ungültige Stimmen                                   | Ungültige Stimmen                      | Ungültige Stimmen | 1.642       | 1,1         | 1.463        | 1,0          |
| Wähler                                              | Wähler                                 | Wähler            | 145.294     | 81,0        | 145.294      | 81,0         |
| Wahlberechtigte                                     | Wahlberechtigte                        | Wahlberechtigte   | 179.288     |             | 179.288      |              |
|                                                     |                                        |                   |             |             |              |              |
| Quellen: Der Bundeswahlleiter, Kandidaten – Stimmen |                                        |                   |             |             |              |              |

### Bundestagswahl 2002
| Kandidaten                                          | Kandidaten                               | Parteien/Listen   | Erststimmen | Erststimmen | Zweitstimmen | Zweitstimmen |
| Kandidaten                                          | Kandidaten                               | Parteien/Listen   | Stimmen     | %           | Stimmen      | %            |
| --------------------------------------------------- | ---------------------------------------- | ----------------- | ----------- | ----------- | ------------ | ------------ |
|                                                     | Hans Jochen Henke                        | CDU               | 54.303      | 37,3        | 49.495       | 33,9         |
|                                                     | Ernst Ulrich von Weizsäckergewählt im WK | SPD               | 61.201      | 42,0        | 49.313       | 33,8         |
|                                                     | Rezzo Schlauch                           | GRÜNE             | 19.403      | 13,3        | 27.571       | 18,9         |
|                                                     | Ulrich Scholtz                           | FDP               | 7.631       | 5,2         | 13.602       | 9,3          |
|                                                     | –                                        | REP               | –           | –           | 949          | 0,7          |
|                                                     | Werner Wilhelm Franz Pfennig             | PDS               | 1.396       | 1,0         | 2.086        | 1,4          |
|                                                     | Jochen Brand                             | PBC               | 544         | 0,4         | 380          | 0,3          |
|                                                     | –                                        | Tierschutz        | –           | –           | 655          | 0,4          |
|                                                     | –                                        | ödp               | –           | –           | 189          | 0,1          |
|                                                     | Jutta Borcherding                        | GRAUE             | 746         | 0,5         | 379          | 0,3          |
|                                                     | –                                        | NPD               | –           | –           | 211          | 0,1          |
|                                                     | –                                        | CM                | –           | –           | 61           | 0,0          |
|                                                     | –                                        | DIE FRAUEN        | –           | –           | 186          | 0,1          |
|                                                     | Hubertus Mohs                            | BüSo              | 244         | 0,2         | 94           | 0,1          |
|                                                     | –                                        | PRG               | –           | –           | 96           | 0,1          |
|                                                     | –                                        | Schill            | –           | –           | 590          | 0,4          |
|                                                     | Tinette Schnatterer                      | Einzelbewerber    | 295         | 0,2         | –            | –            |
| Gesamt                                              | Gesamt                                   | Gesamt            | 145.763     | 100         | 145.857      | 100          |
|                                                     |                                          |                   |             |             |              |              |
| Ungültige Stimmen                                   | Ungültige Stimmen                        | Ungültige Stimmen | 1.367       | 0,9         | 1.273        | 0,9          |
| Wähler                                              | Wähler                                   | Wähler            | 147.130     | 82,7        | 147.130      | 82,7         |
| Wahlberechtigte                                     | Wahlberechtigte                          | Wahlberechtigte   | 177.965     |             | 177.965      |              |
|                                                     |                                          |                   |             |             |              |              |
| Quellen: Der Bundeswahlleiter, Kandidaten – Stimmen |                                          |                   |             |             |              |              |

### Bundestagswahl 1998
| Kandidaten                                          | Kandidaten                     | Parteien/Listen     | Erststimmen | Erststimmen | Zweitstimmen | Zweitstimmen |
| Kandidaten                                          | Kandidaten                     | Parteien/Listen     | Stimmen     | %           | Stimmen      | %            |
| --------------------------------------------------- | ------------------------------ | ------------------- | ----------- | ----------- | ------------ | ------------ |
|                                                     | Hans Jochen Henkegewählt im WK | CDU                 | 56.139      | 37,7        | 47.496       | 31,9         |
|                                                     | Ernst Ulrich von Weizsäcker    | SPD                 | 50.674      | 34,0        | 50.934       | 34,2         |
|                                                     | Gisela Frick                   | FDP                 | 6.536       | 4,4         | 17.692       | 11,9         |
|                                                     | Rezzo Schlauch                 | GRÜNE               | 28.755      | 19,3        | 23.059       | 15,5         |
|                                                     | Olaf Eifler                    | PDS                 | 969         | 0,7         | 1.804        | 1,2          |
|                                                     | –                              | APPD                | –           | –           | 117          | 0,1          |
|                                                     | –                              | BüSo                | –           | –           | 27           | 0,0          |
|                                                     | –                              | BFB – Die Offensive | –           | –           | 119          | 0,1          |
|                                                     | –                              | CM                  | –           | –           | 102          | 0,1          |
|                                                     | –                              | DPD                 | –           | –           | 46           | 0,0          |
|                                                     | –                              | DVU                 | –           | –           | 790          | 0,5          |
|                                                     | Uwe Held                       | GRAUE               | 529         | 0,4         | 478          | 0,3          |
|                                                     | Helmut Schweikert              | REP                 | 4.282       | 2,9         | 4.026        | 2,7          |
|                                                     | –                              | DIE FRAUEN          | –           | –           | 110          | 0,1          |
|                                                     | –                              | Pro DM              | –           | –           | 773          | 0,5          |
|                                                     | Susanne Struzyna               | MLPD                | 133         | 0,1         | 89           | 0,1          |
|                                                     | –                              | Tierschutz          | –           | –           | 449          | 0,3          |
|                                                     | –                              | NPD                 | –           | –           | 119          | 0,1          |
|                                                     | Christian Schweizer            | NATURGESETZ         | 325         | 0,2         | 172          | 0,1          |
|                                                     | Klaus Roeder                   | ödp                 | 382         | 0,3         | 381          | 0,3          |
|                                                     | –                              | PBC                 | –           | –           | 246          | 0,2          |
|                                                     | –                              | PSG                 | –           | –           | 12           | 0,0          |
|                                                     | Dieter Janßen                  | Wählergruppe a      | 76          | 0,1         | –            | –            |
|                                                     | Martin Pape                    | Wählergruppe b      | 102         | 0,1         | –            | –            |
| Gesamt                                              | Gesamt                         | Gesamt              | 148.902     | 100         | 149.041      | 100          |
|                                                     |                                |                     |             |             |              |              |
| Ungültige Stimmen                                   | Ungültige Stimmen              | Ungültige Stimmen   | 1.258       | 0,8         | 1.119        | 0,7          |
| Wähler                                              | Wähler                         | Wähler              | 150.160     | 84,0        | 150.160      | 84,0         |
| Wahlberechtigte                                     | Wahlberechtigte                | Wahlberechtigte     | 178.694     |             | 178.694      |              |
|                                                     |                                |                     |             |             |              |              |
| Quellen: Der Bundeswahlleiter, Kandidaten – Stimmen |                                |                     |             |             |              |              |

### Bundestagswahl 1994
| Kandidaten                             | Kandidaten                | Parteien/Listen   | Erststimmen | Erststimmen | Zweitstimmen | Zweitstimmen |
| Kandidaten                             | Kandidaten                | Parteien/Listen   | Stimmen     | %           | Stimmen      | %            |
| -------------------------------------- | ------------------------- | ----------------- | ----------- | ----------- | ------------ | ------------ |
|                                        | Roland Sauergewählt im WK | CDU               | 63.600      | 42,7        | 53.069       | 35,5         |
|                                        | Fred Breinersdorfer       | SPD               | 51.998      | 34,9        | 42.663       | 28,6         |
|                                        | Gisela Frick              | FDP               | 9.185       | 6,2         | 21.084       | 14,1         |
|                                        | Willi Hoss                | GRÜNE             | 15.882      | 10,7        | 23.066       | 15,4         |
|                                        | Hans-Dieter Spahr         | PDS               | 999         | 0,7         | 1.907        | 1,3          |
|                                        | –                         | APD               | –           | –           | 381          | 0,3          |
|                                        | –                         | Solidarität       | –           | –           | 23           | 0,0          |
|                                        | –                         | CM                | –           | –           | 124          | 0,1          |
|                                        | Günther Pohl              | GRAUE             | 1.384       | 0,9         | 1.022        | 0,7          |
|                                        | –                         | NATURGESETZ       | –           | –           | 229          | 0,2          |
|                                        | Christian Käs             | REP               | 4.039       | 2,7         | 3.894        | 2,6          |
|                                        | Martin Schlesinger        | MLPD              | 148         | 0,1         | 118          | 0,1          |
|                                        | Jürgen Kurrer             | ÖDP               | 1.528       | 1,0         | 1.074        | 0,7          |
|                                        | –                         | PBC               | –           | –           | 347          | 0,2          |
|                                        | –                         | Statt Partei      | –           | –           | 307          | 0,2          |
|                                        | Martin Pape               | Wählergruppe a    | 115         | 0,1         | –            | –            |
| Gesamt                                 | Gesamt                    | Gesamt            | 148.878     | 100         | 149.308      | 100          |
|                                        |                           |                   |             |             |              |              |
| Ungültige Stimmen                      | Ungültige Stimmen         | Ungültige Stimmen | 1.576       | 1,0         | 1.146        | 0,8          |
| Wähler                                 | Wähler                    | Wähler            | 150.454     | 81,5        | 150.454      | 81,5         |
| Wahlberechtigte                        | Wahlberechtigte           | Wahlberechtigte   | 184.558     |             | 184.558      |              |
|                                        |                           |                   |             |             |              |              |
| Quellen: Der Bundeswahlleiter, Stimmen |                           |                   |             |             |              |              |